# Dolichodema africanum
Dolichodema africanum är en tvåvingeart som beskrevs av Kertesz 1916. Dolichodema africanum ingår i släktet Dolichodema och familjen vapenflugor. Inga underarter finns listade i Catalogue of Life.